# Kostel svatého Prokopa (Chotětov)
Římskokatolický farní kostel svatého Prokopa v Chotětově je původně gotická, později barokizovaná, sakrální stavba nacházející se na jižní straně návsi na bývalém hřbitově. Dominantou kostela je hranolová věž s cibulovou střechou a barokní vstupní brána. Od roku 1967 je kostel chráněn jako kulturní památka. Také blízká fara (čp. 22) je chráněna jako kulturní památka České republiky.

## Historie
Kostel byl vystavěn v gotickém slohu okolo roku 1546 na místě starší církevní stavby ze 14. století. V roce 1773 byl kostel přestavěn do barokní podoby.

## Architektura
Stavba je obdélná, jednolodní. Na jeho triumfálním oblouku se nachází nápisová deska. Kostel má průčelní věž, jižní předsíň a oratoř z roku 1612. Presbytář je užší, polygonální. Jsou zde opěráky a půlkruhová okna. Věž je hranolová, dole hladká, výše je členěna vpadlými rámy. Na vrcholu je cibulová střecha. Věž je vestavěna do hladkého průčelí s vysokým štítem. Okna jsou ve tvaru půlkruhu.
Loď má plochý strop. V lodi se nachází zděná kruchta spočívající na třech arkádách. Jižní přístavek je sklenut v obou podlažích valeně. Presbytář je sklenut žebrovým křížem a paprsčitě s klínovými vyhloubenými žebry. V kostele je nástěnný výklenkový pozdně gotický sanktuář.

## Zařízení
Zařízení je rokokové z roku 1773. Hlavní oltář je portálový, sloupový a zdvojený. Je na něm kopie sázavského obrazu sv. Prokopa. Na stranách se nachází dvojice bust sv. Václava a sv. Víta. Na kredenčním oltáříčku je obrázek sv. Anny v rokokovém rámečku, který je adorován dvěma anděly. Dále jsou v kostelu dva boční protějškové oltáře. Jsou rámové s anděly a s obrazem Snímání s kříže, který se nachází na levé straně. Na pravé straně je obraz sv. Jana Nepomuckého s historicky novými anděly a novým psuedorokokovým retáblem. Kazatelna je zdobena reliéfy Čtyř evangelistů. Dále je v kostele prosklený rokokový oltáříček (svatyňka) s gotickým krucifixem, na kterém je gotický korpus z 15. století. Na zdi nad vchodem do sakristie je obraz Bolestné Panny Marie v rozvilinovém barokním rámu s medailóny z počátku 18. století. Lavice v kostele jsou umělecky kvalitním barokním dílem. Jsou vyřezávané v barokním stylu z první poloviny 18. století. Křtitelnice je cínová a pochází z roku 1531.

## Okolí kostela
Nad studánkou na návsi pod kostelem je empírová výklenková kaplička z roku 1819. Na návsi je také barokní sousoší Korunování Panny Marie asi z roku 1730. Restaurováno bylo v roce 1936. Na rozcestí směrem na Bezno jsou Boží muka. Jedná se o zděnou polygonální kapli s lichými arkádami a s kovaným křížem ze druhé poloviny 17. století.